# Renalia
Renalia es un género de plantas extintas aparecidas durante el periodo Devónico con, hasta el momento tres especies conocidas. Forman parte de grupo de las primeras plantas vasculares aparecidas sobre la Tierra. Las características de estos vegetales, particularmente la presencia de elementos conductores en los tallos, el desarrollo del crecimiento monopodial y los esporangios reniformes hace suponer que Renalia o un grupo derivado de estas ocupaba un paso evolutivo intermedio entre las Rhyniophyta y las Zosterophyllopsida, aunque algunos autores atribuyen este lugar a Cooksonia.

## Morfología
Descritas a partir de unos restos fósiles comprimidos y mal conservados hallados en 1976 en Quebec, Canadá por Patricia Gensel poco se sabe acerca de su anatomía.
Por lo poco que se ha podido deducir de los ejemplares mejor conservados las especies del género Renalia poseían un tallo erecto fotosintético sin hojas ni estructuras similares de más de 30 cm de altura. Este eje mantenía un crecimiento pseudomonopodial, esto es, con un eje principal y diversas ramificaciones laterales a diferencia de la mayor parte de las Rhyniophyta conocidas hasta el momento salvo Cooksonia. Los ejes secundarios se ramificaban dicótomamente y en sus extremos se situaban unos esporangios reniformes similares a los observados en Zosterophyllopsida. 
Estos esporangios producían esporas triletas, de unos 15 a 20 μm conocidas en el registro palinológico como Apiculiretusispora sp. y asociadas normalmente a Horneophyton lignieri.
La dehiscencia de los esporangios se hacía por los márgenes laterales del mismo modo que ocurría en Cooksonia y Zosterophyllopsida.
El sistema conductor de Renalia es parcialmente desconocido debido a la escasa cantidad de restos localizados y al deficiente estado de conservación de estos. Poco se sabe de su estructura y de su estela aunque se deduce que debió ser similar al del resto de Rhyniophyta debido a pequeños fragmentos de los tejidos internos que muestran un patrón de engrosamientos en las traqueidas similar al de estas. Las traqueidas identificadas poseían engrosamientos en sus paredes a intervalos regulares (Tipo S) que se interpretan como patrones anulares o helicoidales.